# Metoda sondażu diagnostycznego
Metoda sondażu diagnostycznego jest metodą badawczą polegającą na gromadzeniu wiedzy o atrybutach strukturalnych i funkcjonalnych oraz dynamice zjawisk społecznych, opiniach i poglądach wybranych zbiorowości, nasilaniu się i kierunkach rozwoju określonych zjawisk. Chodzi tu o wszystkie zjawiska, które nie posiadają instytucjonalnej lokalizacji a wręcz odwrotnie są jakby rozproszone w całym społeczeństwie. 
Metodę sondażu diagnostycznego stosuje się często w badaniach pedagogicznych, psychologicznych i socjalnych dla określenia zjawisk społeczno-wychowawczych.
W badaniach sondażowych najczęściej występujące techniki to: 
- wywiad,
- ankieta,
- analiza dokumentów.

(T. Pilch "Zasady badań pedagogicznych")
Zobacz też: Badanie panelowe